# Алгоритмическое искусство

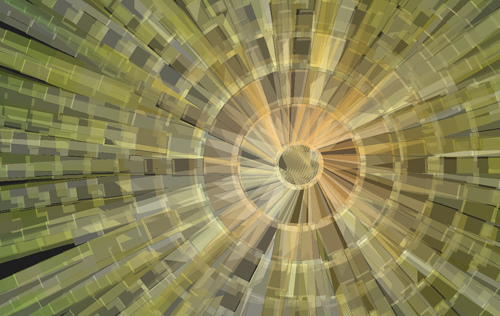
«Осьминог» Микаэль Кристенсен. Произведение как пример алгоритмического искусства, произведенного с помощью программного обеспечения Structure Synth.

Алгоритмическое искусство (также известное как искусство алгоритма) — вид искусства, в основе которого лежит алгоритмическая повторяемость заданной структуры. Алгоритмических художников иногда называют алгористами.

## Описание
Алгоритмическое искусство, также известное как компьютерно-генерируемое искусство, является подмножеством процедурального искусства (созданного автономной системой) и связано с системным искусством (под влиянием теории систем). Фрактальное искусство является примером алгоритмического искусства.
Для создания изображения разумного размера даже самые простые алгоритмы требуют большого количества вычислений, поэтому часто они выполняются либо на одном компьютере, либо на кластере компьютеров. Конечный результат обычно отображается на мониторе компьютера, распечатывается на принтере или рисуется с помощью плоттера. Изменчивость в изображении может быть введена с использованием псевдослучайных чисел. Все ещё ведутся дискуссии относительно того, может ли произведение алгоритма, который работает с существующим изображением (или с любым вводом, отличным от псевдослучайных чисел), все ещё считаться произведением, созданным компьютером, в отличие от компьютерного искусства.

## История

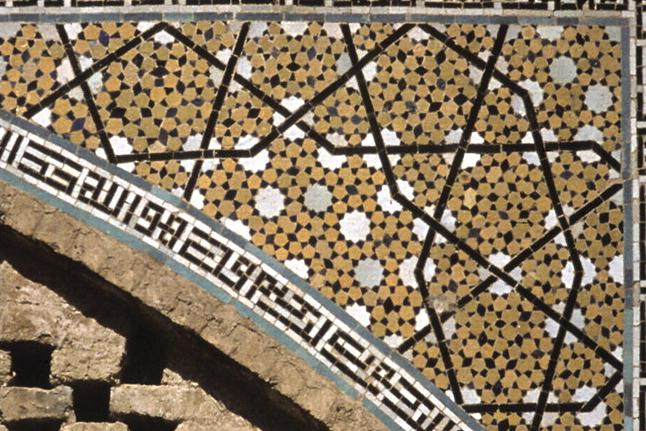
Исламские геометрические узоры, такие как эта керамическая плитка Гирих в Дарб-е Имам мечети в Исфахане, являются предшественниками алгоритмического искусства.

Художник Роман Веростко утверждает, что исламские геометрические узоры строятся с использованием алгоритмов, как и картины итальянского Ренессанса, в которых используются математические методы, в частности линейная перспектива и пропорции.

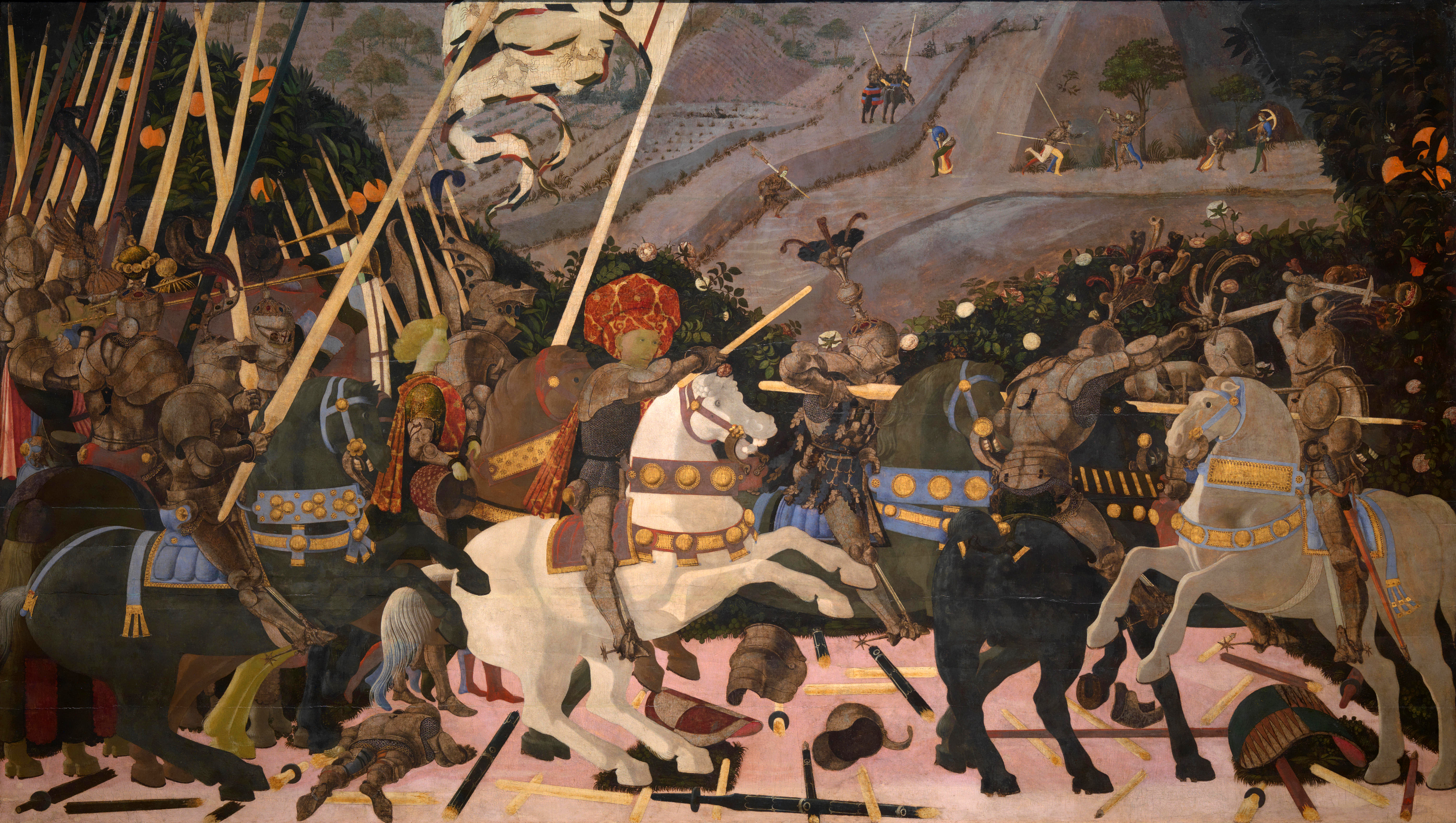
Битва при Сан-Романо. (ок. 1435—1460). Паоло Уччелло. В картине художник использовал геометрический алгоритм, включающий линейную перспективу.

Некоторые из самых ранних известных примеров компьютерного алгоритмического искусства были созданы в начале 1960-х годов Георгом Ниесом, Фридером Нейком, А. Майклом Ноллом, Манфредом Мором и Верой Мольнар. Эти художественные работы были выполнены плоттером, управляемым компьютером, и, следовательно, были компьютерным искусством, а не цифровым искусством. Акт создания заключался в написании программы, в которой указана последовательность действий для выполнения плоттером. В 1970 году художница Соня Лэнди Шеридан создала учебную программу «Генеративные системы» в Школе Института искусств в Чикаго в ответ на социальные изменения, вызванные отчасти революцией в области компьютерно-роботных коммуникаций. Её ранняя работа с копиром и телематическим искусством была сосредоточена на различиях между человеческой рукой и алгоритмом.
Помимо продолжающейся работы Романа Веростко и его коллег-алгоритмистов, следующими известными примерами являются фрактальные произведения искусства, созданные в середине-конце 1980-х годов. Несмотря на сходность подхода, они используют разные средства исполнения. В то время как ранние произведения алгоритмического искусства были «нарисованы» плоттером, фрактальное искусство создает изображение в компьютерной памяти, поэтому его можно отнести к цифровому искусству. Исходная форма фрактальной картинки — это изображение, хранящееся на компьютере. — это также справедливо почти для всех формул уравнения и позднего алгоритмического искусства в целом. Однако в более строгом смысле «фрактальное искусство» не считается алгоритмическим искусством, потому что алгоритм не разработан художником.
В свете постоянных разработок, пионер алгоритмического искусства, Эрнест Эдмондс, задокументировал все ещё актуальную роль искусства в человеческих делах, прослеживая связь между искусством и компьютером в начале 1960-х годов до настоящего времени, в котором алгоритм теперь широко признан в качестве ключевой концепции для общества в целом.

## Роль алгоритма

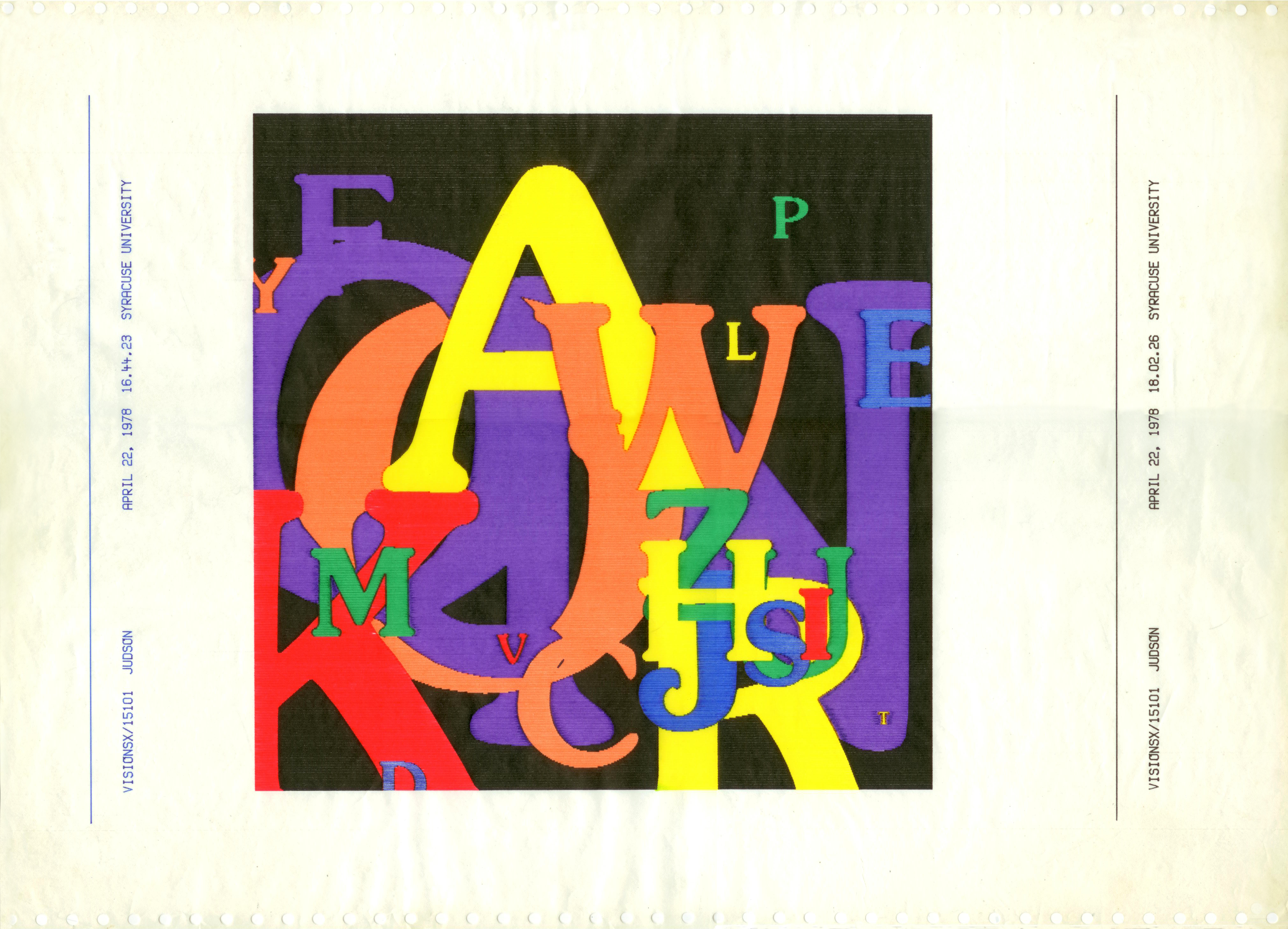
Буквенное поле. Джадсон Роузбуш, 1978. Плоттер Calcomp с жидкими чернилами на тканевой бумаге, 15,25 x 21 дюйма. Это произведение было создано с использованием ранней версии программного обеспечения Digital Effects Vision на APL и Fortran на IBM 370/158. Были использованы: шрифт Souvenir, генератор псевдослучайных чисел, для размера, цвета, положения и толщины букв.

По одной точке зрения, чтобы произведение можно было отнести к алгоритмическому искусству, его создание должно включать процесс, основанный на алгоритме, разработанном художником. В данном случае алгоритм — подробный рецепт проектирования и, возможно, выполнения художественного произведения, которое может включать в себя компьютерный код, функции, выражения или другие структуры и входные данные, которые в конечном итоге определяют форму, которую примет произведение. Этот «рецепт» может быть математическим, вычислительным или генеративным по своей природе. Поскольку алгоритмы имеют тенденцию быть детерминированными, что означает, что их повторное выполнение всегда будет приводить к созданию идентичных произведений искусства, обычно вводится некоторый внешний фактор. Это может быть генератор случайных чисел какого-либо рода или внешний массив данных (который может варьироваться от записанных тактов до кадров фильма). Некоторые художники также работают с органически основанным жестовым вводом, который затем модифицируется алгоритмом. Согласно этому определению, фракталы, созданные фрактальной программой, не являются искусством, поскольку люди не вовлечены в процесс. Однако, если их определять иначе, алгоритмическое искусство может включать фрактальное искусство, а также другие разновидности, такие как те, которые используют генетические алгоритмы. Художник Керри Митчелл заявил в своем манифесте о фрактальном искусстве 1999 года:
Фрактальное искусство - это не компьютерное искусство, в том смысле, что компьютер создаёт произведение. Да, работа выполнена на компьютере, но только по указанию художника. Включите компьютер и оставьте его в покое на час. Когда вы вернетесь, произведение не будет создано.

## Алгористы
«Алгорист» — это термин, используемый для цифровых художников, которые создают алгоритмические произведения.
Формально, алгористы впервые заявили о себе как о художниках на панельной дискуссии «Искусство и алгоритмы» на конференции SIGGRAPH в 1995 году. Соучредителями были Жан-Пьер Эбер и Роман Веростко. Эберту приписывают создание термина и его определения в форме его собственного алгоритма:
```
if (создание && объект искусства && алгоритм && собственный алгоритм) {
   вернуть * алгорист *
} еще {
   вернуть * не алгорист *
} 
```

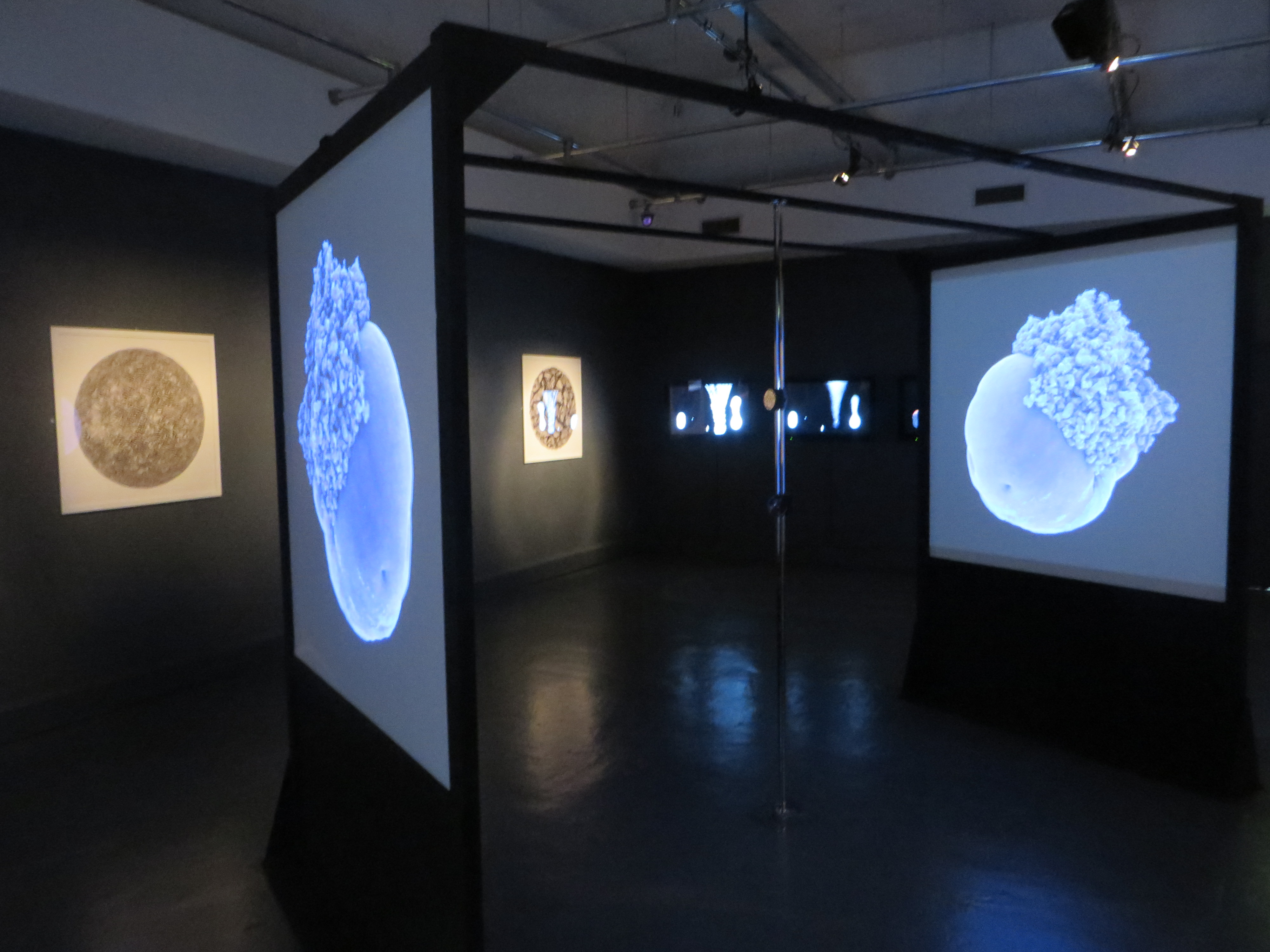
Morphogenetic Creations, компьютерная выставка цифрового искусства с использованием программируемых алгоритмов Энди Ломаса, в Центре искусств Watermans, Лондон, 2016

Клеточные автоматы могут использоваться для создания художественных шаблонов с появлением случайности или для изменения изображений, таких как фотографии, путем многократного применения преобразования, такого как правило ступеньки (чтобы придать импрессионистский стиль), пока не будет достигнут желаемый художественный эффект. Их использование также было исследовано в музыке.
Фрактальное произведение искусства состоит из разновидностей сгенерированных компьютером фракталов, часто, раскрашенных в различные цвета. Обычно оно создается косвенно с помощью программного обеспечения, генерирующего фрактал, итерируя по трем этапам: настройка параметров соответствующего фрактального программного обеспечения; выполнение расчета; и оценка произведения. В некоторых случаях используются другие графические программы для дальнейшей модификации получаемых изображений. Это называется пост-обработкой. Нефрактальные изображения также могут быть интегрированы в произведение искусства.
Генетическое или эволюционное искусство использует генетические алгоритмы для итеративной разработки изображений, выбирая их в каждом «поколении» в соответствии с правилом, определённым художником.
Алгоритмическое искусство создается не только с помощью компьютеров Венди Чун объясняет:
Программное обеспечение уникально по своему статусу метафоры для самой метафоры. Как универсальный имитатор / машина, он заключает в себе логику общей заменяемости; логика упорядоченного и творческого, оживляющего беспорядка. Джозеф Вейзенбаум утверждал, что компьютеры стали метафорами для «эффективных процедур», то есть для всего, что может быть решено за предписанное количество шагов, таких как экспрессия генов и канцелярская работа.
Американская художница Джек Окс использовала алгоритмы для создания картин, которые представляют собой визуализацию музыки без использования компьютера. Два примера — визуальные исполнения существующих партитур, такие как Восьмая симфония Антона Брукнера и Урсонат Курта Швиттерса. Позже, она и её сотрудник, Дейв Бриттон, создали Виртуальный цветной орган 21-го века, который использует компьютерное кодирование и алгоритмы.